# Galium sidamense
Galium sidamense là một loài thực vật có hoa trong họ Thiến thảo. Loài này được Chiov. ex Chiarugi mô tả khoa học đầu tiên năm 1951.